# Tournoi interclubs féminin de l'UNCAF 2024
Navigation
Édition précédente Édition suivante
Le Tournoi interclubs féminin de l'UNCAF 2024 est la septième édition de cette compétition inter-clubs centraméricaine de football féminin organisée par l'UNCAF. La LD Alajuelense est le tenant du titre. Le tournoi se déroule au Guatemala du 19 au 25 juillet 2024. Les matches ont lieu dans le stade Cementos Progreso de la ville de Guatemala.

## Format
Les participants sont d'abord répartis en deux groupes de quatre équipes, dans lesquels ils s'affrontent une fois. Ils disputent ensuite un match de classement face à l'équipe arrivée au même rang dans l'autre groupe.

## Participants
L'UNCAF a invité une équipe cubaine à participer au tournoi, mais celle-ci ayant décliné, une deuxième équipe du pays organisateur, Xinabajul Huehue, a été invitée à sa place.
| Pays       | Club             | Part. | Meilleur résultat        |
| ---------- | ---------------- | ----- | ------------------------ |
| Belize     | Sagitun Girlz    | 2e    | 8e en 2023               |
| Costa-Rica | LD AlajuelenseT  | 3e    | Champion en 2022 et 2023 |
| Guatemala  | Unifut           | 5e    | Champion en 2018         |
| Guatemala  | Xinabajul Huehue | 1re   | –                        |
| Honduras   | CDF Under        | 1re   | –                        |
| Nicaragua  | Real Estelí      | 1re   | –                        |
| Panama     | Santa Fé FC      | 1re   | –                        |
| Salvador   | Alianza FC       | 3e    | 3e en 2018 et 2019       |

## Résultats

### Phase de groupes

#### Groupe A
| Rang | Équipe      | Pts | J | G | N | P | Bp | Bc | Diff |  | Résultats (▼ dom., ► ext.) |  |     |     |     |
| ---- | ----------- | --- | - | - | - | - | -- | -- | ---- |  | -------------------------- |  | --- | --- | --- |
| 1    | Santa Fé FC | 7   | 3 | 2 | 1 | 0 | 4  | 2  | +2   |  | Santa Fé FC                |  | 1-0 | 2-1 | 1-1 |
| 2    | Unifut      | 6   | 3 | 2 | 0 | 1 | 7  | 1  | +6   |  | Unifut                     |  |     | 1-0 | 6-0 |
| 3    | Real Estelí | 3   | 2 | 1 | 0 | 2 | 4  | 3  | +1   |  | Real Estelí                |  |     |     | 3-0 |
| 4    | CDF Under   | 1   | 3 | 0 | 1 | 2 | 1  | 10 | -9   |  | CDF Under                  |  |     |     |     |

#### Groupe B
| Rang | Équipe         | Pts | J | G | N | P | Bp | Bc | Diff |  | Résultats (▼ dom., ► ext.) |  |     |     |     |
| ---- | -------------- | --- | - | - | - | - | -- | -- | ---- |  | -------------------------- |  | --- | --- | --- |
| 1    | Alianza FC     | 9   | 3 | 3 | 0 | 0 | 11 | 4  | +7   |  | Alianza FC                 |  | 3-1 | 3-2 | 5-1 |
| 2    | LD Alajuelense | 6   | 3 | 2 | 0 | 1 | 9  | 4  | +5   |  | LD Alajuelense             |  |     | 2-1 | 6-0 |
| 3    | Xinabajul      | 3   | 3 | 1 | 0 | 2 | 6  | 7  | -1   |  | Xinabajul                  |  |     |     | 3-2 |
| 4    | Sagitun Girlz  | 0   | 3 | 0 | 0 | 3 | 3  | 14 | -11  |  | Sagitun Girlz              |  |     |     |     |

### Match pour la7eplace
| Match pour la 7e place | Sagitun Girlz | 0 – 3   | CDF Under |  |  |
| 25 juillet 2024        |               | (0 - 1) |           |  |  |

### Match pour la5eplace
| Match pour la 5e place | Real Estelí | 1 – 2   | Xinabajul |  |  |
| 25 juillet 2024        |             | (1 - 1) |           |  |  |

### Match pour la3eplace
| Match pour la 3e place | Unifut            | 1 – 1   | LD Alajuelense |  |  |
| 25 juillet 2024        |                   | (1 - 0) |                |  |  |
| 25 juillet 2024        | Tirs au but 1 - 3 |         |                |  |  |

### Finale
| Finale          | Santa Fé FC                                                          | 4 – 0   | Alianza FC |  |  |
| 25 juillet 2024 | Schiandra González 22e · Vasthy Delgado 35e 63e · Alison Onodera 60e | (2 - 0) |            |  |  |

## Statistiques individuelles
|    | Joueuse               | Club           | Buts |
| -- | --------------------- | -------------- | ---- |
| 1. | Cristina Torres (en)  | Alianza        | 5    |
| 2. | Vasthy Delgado        | Santa Fé       | 4    |
| 3. | Larissa Fagundes      | Unifut         | 3    |
| 4. | Valentina Alvarenga   | Alianza        | 2    |
| 4. | Larissa Arias         | Xinabajul      | 2    |
| 4. | Arlén Hernández       | Santa Fé       | 2    |
| 4. | Vivian Herrera (en)   | Unifut         | 2    |
| 4. | Yoselyn López         | Real Estelí    | 2    |
| 4. | Yendy Martínez        | CDF Under      | 2    |
| 4. | Angela Mesén          | LD Alajuelense | 2    |
| 4. | Alexandra Pinell (en) | LD Alajuelense | 2    |
| 4. | Yareni Rosales        | Xinabajul      | 2    |
| 4. | Sofía Varela (en)     | LD Alajuelense | 2    |
| 4. | Stephanie Zúñiga      | Alianza        | 2    |